# Она
Она (на испански: ona), известно също и с названията селкнам и аона, е изчезнало индианско племе, населявало остров Огнена земя.
Она е номадско племе, което е говорело на езика Чонан. Населявало е северозападната част (днешна територия на Чили) на Огнена земя, но и източната част, която е в днешна Аржентина. Основното препитание на племето са били ловът (сърни, елени, мечки, глигани), китоловът (вкл. тюлени, моржове, нарвали, делфини, кашалоти, косатки, морски лъвове) и риболовът. Сред най-разпространените култури са ръж и патагонска дива пшеница. Домашни животни (кокошки, кози, прасета) – почти няма.
Характерно за племето е, че е носело оскъдно облекло в условията на студения климат на най-южната част на Южна Америка.
Племето е сред последните първобитни етноси, населявали Южна Америка. Счита се, че е изчезнало през 1948 г.
Останки от предмети на она са намерени на Фолклендските и Южно-Шетландските острови, както и в северозападната част на Антарктика. Това, де факто, показва факта, че она са били превъзходни мореплаватели (използвали са мореходни съдове, направени от китови кости и платна от китова и друга кожа) и са първооткривателите на Антарктика, дълго време преди Скот и Амундсен.